# Super Junior
SUPER JUNIOR（韓語：슈퍼주니어），別稱SJ（韓語：슈주），是韓國SM娱樂於2005年推出的男子音樂團體，出道时，由利特、希澈、韓庚、藝聲、強仁、神童、晟敏、銀赫、始源、東海、厲旭及起範12人組成。2006年，圭賢以第13名成員加入。和少女時代並稱是領導韓國流行文化流行全世界的主要KPOP音樂團體之一。2010年6月22日，韓庚以演员合約糾紛與SM達成和解而退出組合。2015年8月18日，起範因演員合約期滿而正式退出組合（2009年起即宣布淡出）。2017年起，成員强仁与晟敏暂时停止活动；该组合现以9人形式继续活动。2019年7月11日，強仁退出組合，2025年4月30日，晟敏個人與公司合約期滿不續約，但團體是否退出尚未公告。
Super Junior曾連續四年（2009年–2012年）獲得韓國唱片銷量總冠軍，并獲韓國金唱片獎三屆唱片大賞、五屆唱片本賞、七次人氣獎，是在韓國金唱片頒獎典禮獲得最多獎項的組合，同時為首個蟬聯金唱片大賞的團體。2011年，Super Junior在Mnet亞洲音樂大獎獲得最佳男子團體、年度專輯大獎，並在韓國首爾歌謠大賞獲得大賞及本賞。2012年，在Mnet亞洲音樂大獎獲得全球最佳男子團體並蟬聯年度專輯大獎，Super Junior成為在該音樂頒獎禮中獲得最多獎項的組合之一，值得一提的是，Super Junior於該年度的三大韓國音樂頒獎典禮中皆得到大賞。除此之外，Super Junior至今在Youtube擁有7支突破一億觀看次數的MV，分別是《Mr. Simple》、《Sorry, Sorry》、《Bonamana》、《No Other》、《Mamacita》、《Lo Siento》及《One More Time》，其中《Mr. Simple》突破二億觀看次數。Super Junior作為第一隊將K-pop推向世界的組合，一直被傳媒冠称为「韓流帝王」。
2015年11月6日，於Super Junior出道十周年之際，宣布設立獨立工作室廠牌「Label SJ」，專屬負責其專輯製作、經紀管理等方面的事業。由於組合人數眾多，成員亦各有所長，為了活動不受限制，涉足不同的音樂類型，自出道以來一共建立了五個子團體，在歌唱、戲劇、主持等多方面發展。

## 經歷

### 2005–2006年
2005年11月6日，Super Junior 12名成員以史無前例的超大型12人男團組合之姿正式出道，於SBS人氣歌謠首次登台表演出道單曲《Twins (Knock Out)》。12月5日，Super Junior發行首張正規專輯《Super Junior05》。12月16日，Super Junior與東方神起共同發行聖誕合集《Show Me Your Love》。
Super Junior本屬韓國SM娛樂所推出的實驗性限定組合，「本來只計劃進行為期3個月的活動，然後就解散、各走各的路」。第一張專輯宣傳结束後，SM娛樂開始物色新成員替換舊成員，產生新一代「Super Junior 06」以履行「Super Junior 05」計劃，甚至已準備新成員名單，但在2006年5月27日，公司宣布沒有成員需要退出組合，反而加入新成員圭賢，從此替換成員計劃結束，隊名正式改為Super Junior，成為固定13人的男子組合。

### 2006–2007年
2006年6月2日，Super Junior的官方歌迷名稱公開為E.L.F.（韓語：엘프），意为“永遠的朋友”（英語：Ever Lasting Friends），由隊長利特親自命名。
6月17日，Super Junior發行數位單曲《U》。6月25日，《U》首獲SBS人氣歌謠第一位。
8月10日，成員希澈從木浦參加成員東海父親的葬禮後，趕回首爾途中，在忠清道發生嚴重車禍。由於這起交通事故，他全身12處負傷、大腿骨骨折、腳踝骨折、盆骨骨折、膝蓋和股骨之間的胯骨嚴重受傷，爲保持清醒，咬住自己的舌頭，致使舌神經撕裂。手術過程在他的股骨和膝蓋之間插入十幾厘米鋼釘，醫生建議希澈三個月內停止一切活動，期間如果進行劇烈運動仍會有骨折危險，而應該住院八周以上的希澈，只住院35天就出院了，其後腿內的鋼釘後來也因過度練舞而彎曲，需再度住院。
8月21日，Super Junior專屬KBS電台節目《Super Junior Kiss The Radio》開播，利特、銀赫擔任DJ。
2006年度韓國音樂頒獎典禮上，Super Junior憑藉《U》於韓國金唱片獎、首爾歌謠大賞、MKMF音樂頒獎禮、SBS歌謠大賞及MBC歌謠大賞均獲得新人賞。此外，Super Junior也在金唱片獎獲得MV人氣獎與首爾歌謠大賞上獲得Mobile人氣獎。
2007年4月19日凌晨，隊長利特、成員神童、銀赫和圭賢在一同結束直播KBS《Super Junior Kiss The Radio》電台節目後，乘坐保姆車返回清潭洞宿舍，途經首爾奧林匹克大路盤浦大橋上發生嚴重車禍；銀赫和神童輕傷，利特與圭賢的傷勢則較為嚴重；隊長利特額頭縫了30針、腰部縫了150針，而成員圭賢因氣胸，肋骨和大腿骨骨折，傷勢嚴重；住院78天後出院，返家休養，休息接近5個月沒有參與任何活動。

### 2007–2008年
2007年7月26日，Super Junior全體成員拍攝的首部喜劇電影《花美男連鎖恐怖事件》在韓國首映，講述各高中第一美少年所遭遇的連續恐怖事件，並解決事件。9月11日，Super Junior主演與申東燁主持的綜藝節目《人體探險隊》於SBS頻道正式播出。
9月20日，Super Junior發行第二張正規專輯《Don't Don》。11月5日，發行改版專輯《Marry U》。
2007年度韓國音樂頒獎典禮上，Super Junior憑藉《Don't Don》獲得MKMF音樂頒獎禮年度歌手大獎及韓國金唱片獎和首爾歌謠大賞的唱片本賞。此外Super Junior也在MKMF音樂頒獎禮上獲得網民選擇獎和手機人氣獎兩個獎項；在金唱片獎獲得TPL Anycall Popularity的獎項；在首爾歌謠大賞上獲得手機人氣獎項；SBS歌謠大賞的SNS投票人氣賞獎項；MBC歌謠大賞的SMS投票人氣賞獎項；亞洲音樂節的亞洲最佳歌手獎項；M.net 20's Choice賞獲得最佳新人、人氣組合、藍地毯最佳打扮獎還有Best Performance四個獎項。
2008年度韓國音樂頒獎典禮上，Super Junior於MKMF音樂頒獎禮上獲得了Best Red Carpet的獎項，也在"M.net 20's Choice賞"獲得原創熱新人的獎項。
2008年2月22日，Super Junior於韓國首爾開始舉行首次亞洲巡迴演唱會《Super Show》；此後，Super Show也成為了Super Junior的巡迴演唱會獨有品牌。

### 2009–2010年
2009年3月12日，Super Junior發行第三張正規專輯《Sorry, Sorry》，5月14日，發行改版專輯《It's You》；該專輯起範只參與專輯照拍攝及MV演出，不參與該專輯錄製、宣傳及唱跳表演，並同時解除唱片合約，不參與之後的團體活動，從此後將專注於戲劇發展，並表示自己還是Super Junior的一員，在團體掛名直到2015年與SM娛樂合約結束後退出；此外，該專輯是韓庚與起範最後一次參加Super Junior的團體專輯還有最後一次全員到齊的專輯。
7月17日，開始第二次亞洲巡迴演唱會《Super Show 2》。
2009年度韓國音樂頒獎典禮上，Super Junior憑藉《Sorry, Sorry》獲得2009年韓國專輯銷量王，於Mnet亞洲音樂大獎獲得最受海外觀眾喜愛獎、手機人氣獎及CGV株式會社人氣獎三個獎項；韓國金唱片獎獲得唱片部門大獎與本賞、Samsung YEPP 人氣獎三個獎項；首爾歌謠大賞本賞、韓流特別獎及High1人氣獎三個獎項；甜瓜音樂獎年度十大藝人獎；亞洲音樂節的亞洲最佳歌手獎。
2009年12月21日，韓庚向首爾中央地方法院請求判決與SM娛樂的《專屬合同》無效。原因是基於收入分配不公及工作過密導致過勞，並公開合約內的6點不公平條約。2010年1月8日，官司開審，6月15日，再次開庭。南韓首爾中央法院2010年12月21日宣判韓庚與SM娛樂陸續簽的合約等都是不平等條約、沒有法律效力，韓庚勝訴，解除與公司的任何關係。但是SM娛樂表示無法接受這個決定，將繼續上訴。9月27日SM娛樂和韓庚之間的訴訟結束，相互間達成和解。2011年9月21日，韓庚提出撤銷專屬合約效力不存在確認請求訴訟，雙方訴訟事件就此結束。

### 2010–2011年： Bonamana、亞洲巡演Super Show 3、國際上的認同、陣容變化
2010年5月13日，Super Junior發行第四張正規專輯《Bonamana》，6月28日發行改版專輯《No Other》。7月5日，成員強仁入伍服役，成為組合第一位入伍服役的成員。8月14日，第三次亞洲巡迴演唱會《Super Show 3》開始。
2010年度韓國音樂頒獎典禮上，Super Junior憑藉專輯《Bonamana》成為2010年韓國專輯銷量王，於獲得韓國金唱片獎唱片部門本賞及海外人氣獎兩個獎項，在甜瓜音樂獎也獲得了網路人氣獎。
2011年1月29日，利特和希澈率先從日本飛抵新加坡舉行「Super Show 3」亞洲巡迴演唱會，他們搭車前往飯店途中，在高速公路上被粉絲搭乘的車子追撞，造成前後共6輛車連環碰，幸他倆未有受傷，順利登台。2月24日，Super Junior第三次亞洲巡演《Super Show 3》3D電影在韓國上映。6月8日，Super Junior首張日語單曲專輯《Bonamana》發行。

### 2011–2012年
Super Junior隊長利特在2011年3月31日公佈正在準備第五張正規專輯的消息。8月2日，Super Junior發行第五張正規專輯《Mr. Simple》，9月19日，發行改版專輯《A-Cha》。
2011年度韓國音樂頒獎典禮上，Super Junior第五張正規專輯《Mr. Simple》在韓國售出47萬9329張，成為2011年韓國唱片銷量王，Super Junior憑藉此專輯獲得韓國金唱片獎唱片部門大獎、Mnet亞洲音樂大獎年度最佳專輯獎及首爾歌謠大賞大獎，成為該年度韓國三大音樂頒獎典禮的大賞得主。此外，Super Junior也在Mnet亞洲音樂大獎獲得最佳男子組合獎及新加坡人氣獎兩個獎項；於金唱片獎中獲得唱片部門本賞、國內人氣獎和MSN日本人氣獎三個獎項；於首爾歌謠大賞獲得本賞；Gaon Chart K-POP大獎的2011年第三季度專輯獎和甜瓜音樂獎的年度十大藝人獎及網絡人氣獎兩個獎項還有亞洲音樂節的亞洲最佳歌手獎。
2011年9月1日，成員希澈以公益兵身份入伍服役23個月。11月19日，世界巡迴演唱會《Super Show 4》開始，隨後於中國、日本、法國等國的10個城市舉辦共24場演唱會，此巡演讓Super Junior成為首個在巴黎舉行單獨演唱會的韓國歌手。12月7日，Super Junior第二張日語單曲專輯《Mr. Simple》發行。
2012年4月16日，成員強仁退伍完成兵役歸隊，成為組合內第一位完成兵役的成員。5月9日，Super Junior第三張日語單曲專輯《Opera》發行，奪得了當天日本Oricon公信榜銷量榜的冠軍。

### 2012–2013年
2012年7月4日，Super Junior發行第六張正規專輯《Sexy, Free & Single》，十名成員專輯的錄製與宣傳，此專輯是強仁退伍後復出的首張作品，也是利特及藝聲入伍前的最後一張作品，8月6日，發行改版專輯《SPY》。8月22日，Super Junior發行第四張日語單曲專輯《Sexy, Free & Single》，發行當日登上日本Oricon公信榜單曲日榜首位。10月30日，成員利特以現役兵身分入伍服役21個月，由銀赫擔任臨時隊長。
2012年度韓國音樂頒獎典禮上，Super Junior憑藉第六張正規專輯《Sexy, Free & Single》成為2012年度韓國唱片銷量王，以48萬張的銷量獲得韓國金唱片獎唱片部門大獎，繼Sorry, Sorry和Mr. Simple後第三次獲獎，Super Junior共獲得專輯大賞、本賞和MSN東南亞人氣獎三個獎項；於Mnet亞洲音樂大獎獲得年度最佳專輯大獎，並成為該頒獎典禮首度蟬聯年度專輯大獎的歌手，同時也在該頒獎典禮中獲得全球最佳男子組合獎和最佳LINE人氣賞；在首爾歌謠大賞中獲得唱片部門本賞及韓流特別獎；於Gaon Chart K-POP大獎獲得2012年第三季度專輯獎和"M.net 20's Choice賞"的20's Global Star獎項。
2013年3月23日，世界巡迴演唱會《Super Show 5》開始，随后在亚洲、欧洲、南美洲及北美洲举办巡回演唱会。4月21至27日，在巴西、阿根廷、智利、秘魯舉辦演唱會，Super Junior成為首支在南美4國舉行巡演的韓國歌手。5月6日，成員藝聲以公益勤務兵身份入伍服役23個月。
7月24日，Super Junior發行第一張日語正規專輯《Hero》，發行當日登上日本Oricon公信榜專輯日榜首位。8月10日，Super Junior首次世界巡演《Super Show 4》3D電影在韓國上映。8月30日，成員希澈退伍完成兵役歸隊。11月10日，強仁、銀赫、始源和圭賢在英國牛津大學進行演講，談及制作唱片的過程及對韓流的認知等話題，吸引近400名聽眾。12月11日，Super Junior發行第五張日語單曲專輯《Blue World》。

### 2014–2015年
2014年2月20日，神童、晟敏、銀赫、始源在韓國國會的議員會館擔當特別講師，代表SM娱樂進行演講，並以《感染世界的K-POP》為主题來講述從過去到現在進軍全球市場的過程與今後戰略，探討美術、音樂、舞蹈等公演產業和大眾音樂。7月29日，隊長利特退伍完成兵役歸隊。
Super Junior自2008年2月22日開始至2014年2月22日，透過3次亞洲巡演和2次世界巡演一共舉辦97場演唱會，觀眾人數累績至135萬人的紀錄。2014年9月21日，在首爾蠶室室內體育館舉行第六次巡迴演唱會《Super Show 6》，並創下韓國歌手及團體首次達成100場演出記錄，此創舉印證Super Junior為名副其實的「全球韓流帝王」的地位。
時隔2年，SM娛樂宣布Super Junior將帶著第七張正規專輯《Mamacita》回歸，已完成服役的成員利特和希澈將透過該專輯投入組合活動。2014年8月29日，正式發行第七張正規專輯《Mamacita》。這次專輯發佈後隨即登上iTunes亞洲4個地區的專輯排行榜的榜首，躋身歐洲、南美等世界各國專輯排行榜的前列，成功橫掃YouTube官方K-POP頻道及中國愛奇藝、音悅台V榜等各種MV排行榜的冠軍，全球韓流帝王Super Junior的地位再次獲得證明。9月13日，美國billboard（公告牌）發佈的「World Albums（世界專輯排行榜）」中，Super Junior憑著《Mamacita》獲得第一。第七張正規專輯《Mamacita》的唱片在9月1日公開發售後，連續2週登上Gaon Chart週榜冠軍。10月27日，發行改版專輯《This Is Love》。12月13日，成員晟敏與藝人金思垠舉辦不公開婚禮，成為組合內第一位結婚的成員。12月17日，Super Junior發行第六張日語單曲專輯《Mamacita》。
2014年度韓國音樂頒獎典禮上，Super Junior憑藉第七張正規專輯《Mamacita》，於韓國金唱片獎及首爾歌謠大賞上均獲得唱片部門本賞；於Gaon Chart K-POP大獎以正規七輯《Mamacita》及其改版專輯《This Is Love》獲得2014年第三季度專輯獎及第四季度專輯獎，此外也獲得微博K-POP Star獎。
2015年3月24日，成員神童以現役兵身份入伍服役，成員晟敏也於同月31日以現役兵身分入伍服役。5月4日，成員藝聲退伍完成兵役歸隊。

### 2015–2016年
2015年7月16日，發行出道10周年特別專輯《Devil》，此專輯是成員藝聲退伍後復出的首張作品`，也是成員強仁最後一次參與該團體專輯，成員銀赫和東海參與詞曲創作。8月16日，Super Junior獲得由美國FOX頻道主辦的Teen Choice Awards的最佳海外藝人獎及最佳粉絲團獎，成為首組在此頒獎典禮中獲獎的韓國藝人。8月29日，參與東京A-Nation演唱會。9月16日，Super Junior發行出道10週年特別改版專輯《Magic》，除了專輯《Devil》原有的10首歌曲外，還收錄〈Magic〉、〈You Got It〉、〈Dorothy〉和〈Sarang♥〉4首歌曲，共14首，該專輯獲得韓國Gaon Chart9月份專輯銷量第一名。9月19日，Super Junior舉辦10周年紀念特別活動"Super Camp"，以迷你演唱會的形式展開公演和談話等活動。
11月1日，Super Junior第五張正規專輯主打歌《Mr. Simple》MV觀看次數突破一億，成為Super Junior首支破億MV，亦為SM娛樂旗下男團中MV點擊首度破億團體 。11月6日，韓國SM娛樂在Super Junior出道十周年之際，為組合設立獨立工作室廠牌《Label SJ》，全面經營Super Junior的個人、小組、團隊活動，專屬負責其專輯製作、經紀管理等方面的事業，開創韓國業界的先例。
2015年8月18日，起範與SM娛樂演員合約期滿，離開公司並同時退出Super Junior。10月13日，成員銀赫以陸軍現役身份入伍服役21個月，同月15日成員東海以義務警察身份入伍服役21個月。11月19日，成員始源以義務警察身份入伍服役21個月。
2015年度韓國音樂頒獎典禮上，Super Junior憑藉專輯《Devil》於"The Fact Click! Starwars Awards"該頒獎典禮中獲得大賞，也在韓國金唱片獎上獲得唱片部門本獎、Gaon Chart K-POP大獎的2015年第三季度專輯獎獎項。
2016年1月6日，Super Junior第七張日語單曲專輯《Devil / Magic》正式發行。10月11日，成員厲旭以現役兵身份入伍服役，基礎訓練後被分配至軍樂團以國樂兵的身分繼續服役。12月23日，成員神童退伍，同月30日成員晟敏也退伍完成兵役。

### 2017–2018年
2017年5月25日，成員圭賢以公益兵身份入伍服役23個月，為組合內最後一位入伍服役的成員。7月12日，成員銀赫退伍歸隊，同月14日東海也完成兵役退伍歸隊。8月18日，成員始源退伍完成兵役歸隊。10月9日，推出回歸真人秀節目《SJ Returns》，記錄SJ回歸前的準備過程，共播出6週。
11月6日，Super Junior於出道12週年紀念日回歸歌壇並推出第八張正規專輯《Play》，主打歌為＜Black Suit＞，以七人陣容參與專輯錄製，是神童、銀赫、始源、東海退伍復出後的首張作品，但始源在10月因自家寵物狗咬人風波，只參與專輯錄製不參與宣傳活動，而厲旭與圭賢因入伍服役、強仁因酒後駕駛自省、晟敏因與粉絲溝通不良，均不參與該專輯的錄音與回歸宣傳活動。11月20日，Super Junior為了兌現專輯銷售突破20萬的公約，於CJ電視購物頻道播出電視購物節目《Super Market》挑戰現場銷售黑色羽絨衣，成為韓國第一組登上購物台的偶像團體。11月28日，發行專輯《Play》的Pause版本，收錄Super Junior-K.R.Y.演唱的抒情曲《Shadowless》。12月6日，Super Junior發行第八張日語單曲專輯《On and On》。12月15至17日，Super Junior在首爾蠶室室內體育館舉行巡迴演唱會《Super Show 7》，始源也回歸參與該演唱會。
2017年度韓國音樂頒獎典禮上，Super Junior憑藉第八張正規專輯《Play》於韓國金唱片獎及首爾歌謠大賞均獲得唱片部門本賞獎項；也在亞洲明星盛典中獲得Fabulous獎及Legend獎。
2018年1月26日，Super Junior綜藝秀《SUPER TV》於韓國XtvN頻道正式播出。
4月12日，發行改版專輯《Replay》，主打歌為＜Lo Siento＞，出道以來首次挑戰拉丁曲風，並於發行兩星期內，以＜Lo Siento＞登上Billboard latin chart 的第13名，成為第一組登上美國告示牌拉丁榜的韓國歌手。6月7日，Super Junior綜藝秀《SUPER TV》第二季正式播出，成員始源加入參與錄製。
6月27日，Super Junior第四張正規專輯主打歌《Bonamana》MV觀看次數突破一億，成為Super Junior第二支破億MV。

### 2018–2019年
2018年7月10日，厲旭完成兵役退伍歸隊。7月16日，七位成員抵達澳門拍攝新曲MV，隔日希澈表示因健康問題無法參與該專輯活動。7月24日，隊長利特證實患上急性膽囊炎，術後情況穩定並出院休養暫停其行程，於8月初宣布復工。8月21日，Super Junior憑藉與美國歌手Leslie Grace合作的改版專輯主打歌＜Lo Siento＞，在墨西哥僅限當地10代青少年投票的頒獎典禮《Kids' Choice Awards》，以高達一億多票數獲得了最佳合作獎(Feat Favorita)，成為該頒獎典禮首組入圍及獲獎的韓國歌手。8月30日，於美國告示牌Billboard在7月18至8月29日舉辦的世界最強粉絲投票，在有64組國際藝人當中，Super Junior粉絲團ELF最終以224萬票獲得冠軍。9月2日，Super Junior代表韓國出席2018年印尼雅加達巨港亞運閉幕典禮的演唱會「世界的活力」，並於同月10日於韓國會見印尼總統佐科威。
9月17日，Label SJ確定Super Junior於10月8日發行特別迷你專輯回歸歌壇，並延續改版專輯《Replay》主打歌＜Lo Siento＞的拉丁流行音樂曲風。9月27日，公布特別迷你專輯《One More Time》先行曲《Animals》的音源，並於10月1日公開＜Animals＞的動畫版影片。
10月8日，發行特別迷你專輯《One More Time》，公開專輯完整音源及同名主打歌MV，並於MV拍攝地點澳門美獅美高梅酒店舉行回歸Showcase，該張專輯共收錄五首歌曲，同名主打歌是與南美洲著名的墨西哥樂團Reik合作的拉丁曲風。該專輯為厲旭退伍復出後的首張作品，希澈因腳傷問題只參與MV及專輯概念照拍攝，不參與專輯錄製及宣傳活動，則圭賢因入伍服役、強仁因酒駕自省中、晟敏因與粉絲溝通不良，均不參與該專輯的活動。11月5日，Super Junior真人秀節目《SJ Returns 2》正式播出。11月6日，Super Junior紀念出道十三週年，發布紀念影片以及公布官方應援手燈名稱。11月7日，Super Junior於墨西哥出席《Telehit Awards》頒獎禮，成為首個獲邀出席的韓國歌手。11月11日，《Super Show 7》安可場首站於曼谷舉行，為發行《One More Time》後，SJ重啟世界巡演的第一站。11月28日，發行第九張日語單曲專輯《One More Time》。11月30日至12月1日，Super Junior在東京巨蛋舉行《Super Show 7》動員十萬人次參與，使得「Super Show」巡迴演唱會觀看人次累積突破200萬人。
12月24日，Super Junior第三張正規專輯主打歌《Sorry, Sorry》MV觀看次數突破一億，成為Super Junior第三支破億MV。
2019年1月26日，Super Junior受邀前往台北參加第14屆KKBOX風雲榜，成為首位非華語歌手獲獎年度風雲歌手。3月2日，Super Junior於首爾展開世界巡演安可場《Super Show 7S》，意為SS7的特別版演唱會。

### 2019–2020年
2019年5月7日，成員圭賢完成兵役退伍歸隊，也是組合內最後一位完成服兵役的成員，Super Junior長達九年的兵役期正式結束，成為韓國全員役畢偶像組合之一。6月3日，Label SJ公布SJ將為下半年回歸歌壇準備，該作品為全員結束兵役後的首張專輯，而強仁及晟敏確定不參與組合的第九張正規專輯活動。
7月11日，早於2016年5月因二度酒駕而暫停演藝活動的強仁於Instagram中表示，自己為組合帶來不少負面影響，一直對成員和粉絲感到抱歉，宣布退出團體。所屬公司Label SJ方面表示：「決定尊重強仁的退出意向，但本人與SM娛樂公司專屬合約不變」。
7月12日，Super Junior於吉達舉行《Super Show 7S》，成為首個在沙烏地阿拉伯舉行單獨演唱會的亞洲藝人。8月12日，成員神童因健康問題，決定專心休養，暫停參與所有的活動，所主持的節目由成員銀赫代班，同年9月18日宣布恢復健康復工。9月2日凌晨3點，官方宣布Super Junior進入回歸倒數999小時，將於10月14日攜正規九輯回歸韓國歌壇。9月9日，SJ推出正規九輯回歸真人秀節目《SJ Returns 3》正式播出，播出內容是紀錄正規九輯的準備過程。9月10日，公開第九張正規專輯《Time Slip》收錄曲〈Show〉的Special Video及音源，此曲為翻唱金元俊的同名歌曲；同月17日，公開正規九輯收錄曲《I Think I》特別影片及音源；同月27日，公開正規九輯收錄曲《The Crown》特別影片及音源。10月4日，公開第九張正規專輯先行曲《I Think I》MV及音源。
10月12日至13日，Super Junior在首爾奧林匹克公園體育場展開世界巡演《Super Show 8：INFINITE TIME》。10月14日，Super Junior發行第九張正規專輯《Time Slip》，由於因SJ同門師妹，女團f(x)前成員雪莉於同日自縊逝世，響應暫停所有活動，原預定於同日發布的主打歌《SUPER Clap》MV也延後到18日發布，但專輯及音源照常發售與公布。10月24、25日，SJ分別在Mnet《M Countdown》和KBS《音乐银行》以九輯主打歌《SUPER Clap》拿下兩個一位，也是自2014年專輯《Mamacita》後，SJ睽違五年再次獲得音樂節目一位。11月6日，Super Junior在出道14周年紀念日，發行九輯特別版本《TIMELINE》，收錄MV拍攝現場照片。
2019年度韓國音樂頒獎典禮上，Super Junior憑藉第九張正規專輯《Time Slip》於韓國金唱片獎及首爾歌謠大賞中獲得唱片部門本賞獎項，在亞洲明星盛典中獲得人氣獎及AAA Top of K-pop Record獎。
2020年1月28日，Super Junior發行改版專輯《Timeless》，發布主打歌《2YA2YAO!》MV及全專音源；專輯發行後，獲得全球26個地區的iTunes冠軍 。1月29日，發行首張日語迷你專輯《I Think U》，也是Super Junior睽違六年再度發行的日語專輯。2020年5月18日，Super junior迎接出道15週年，推出團綜《SJ Returns 4》。5月31日，Super Junior舉行首場線上演唱會「Super Junior - Beyond The Super Show」，於韓國時間下午3點透過V Live全球直播，透過SM娛樂與NAVER合作推出新型線上演唱會視聽服務「Beyond LIVE」，以AR技術等打造最適合線上播出的演唱會，應援手燈可以透過連線變換顏色，歌手也能與各國觀眾透過直播互動。該次線上演唱會吸引了全世界各地12.3萬觀眾在線觀看，Vlive 主鏡頭頻道 hearts 數在開演前就超過了10億，各成員單人鏡頭頻道 hearts 數也均超1億。最終以主頻道 hearts 數超13億，所有頻道總 hearts 數超28億的成績創造紀錄。
8月7日，Super Junior第四張改版專輯主打歌《No Other》MV觀看次數突破一億，成為Super Junior第四支破億MV。10月13日，Super Junior粉絲團E.L.F再度贏得美國告示牌 (Billboard)「Fan Army Face-Off」。

### 2020–2021年
2020年10月26日，Label SJ宣布Super Junior將於11月6日發佈正規十輯先行曲《The Melody》音源及MV。
12月24日，Super Junior於美國告示牌Billboard獲得2020 Boy Band Battle(年度男團)冠軍。
2021年1月27日，Super Junior發行第二張日語正規專輯《Star》。
3月16日，Super Junior發行第十張正規專輯《The Renaissance》，發布主打歌《House Party》MV及專輯音源。專輯發行首日專輯銷量熱賣超過22萬張，創下唯一一組2000年代出道的韓國偶像團體，專輯初動達到20萬張以上的紀錄。
6月10日，Super Junior第七張正規專輯主打歌《MAMACITA》MV觀看次數突破一億，成為Super Junior第五支破億MV。7月31日，Super Junior第五張正規專輯主打歌《Mr. Simple》MV觀看次數突破二億，成為Super Junior首支破二億MV。12月22日，SM娛樂發布東方神起與Super Junior的合作歌曲《Magical》，時隔16年再次合作推出新曲。

### 2022–2023年
2022年2月28日，Super Junior發行特別單曲專輯《The Road : Winter for Spring》，公布主打歌《Callin'》MV與音源。
6月29日，韓國時間晚間11點發布Super Junior第十一張正規專輯先行曲《Don't Wait》MV及音源。
7月12日，Super Junior發行第十一張正規專輯Vol.1《The Road : Keep on Going》，並同時公布全專音源及主打歌曲《Mango》MV。
7月15日至17日，Super Junior在首爾展開世界巡演《Super Show 9 : Road》。
12月15日，Super Junior發行第十一張正規專輯Vol.2《The Road : Celebration》，公布Vol.2全專音源及主打歌《Celebrate》MV。
2023年1月4日，Super Junior第八張正規改版專輯主打歌《Lo Siento》MV觀看次數突破一億，成為Super Junior第六支破億MV。
1月6日，Super Junior發行第十一張正規專輯合輯《The Road》，專輯收錄曲由Super Junior在2022年發行的特別單曲專輯《The Road : Winter for Spring》、正規11輯Vol.1《The Road : Keep on Going》、正規11輯Vol.2《The Road : Celebration》等《The Road》三部曲組成。
1月18日，Super Junior全新紀錄片《SUPER JUNIOR : THE LAST MAN STANDING》正式在 Disney+ 獨家上線，該紀錄片紀錄了Super Junior自2005年11月6日出道以來不為人知的故事，更記錄下他們從亞洲開始逐步成功席捲全球的史詩級歷程。公開團員從未公開的幕後花絮，更邀請到成員們接受採訪回顧演藝生涯一路走來的心路歷程和故事，讓來自全球的粉絲和觀眾對現今K-POP文化擁有全新的見解。
4月15日，Super Junior於首爾舉行世界巡演安可場《Super Show 9：Road_Show》。7月14日，SM娛樂宣布成員銀赫、東海、圭賢僅續約SJ團體活動合約，圭賢個人經紀約與Antenna簽約，銀赫及東海則共同成立新公司ODE Entertainment。

### 2024年
5月26日，成員厲旭正式結婚辦理婚宴，除了現任的成員之外，已經退團的韓庚、強仁跟起範,以及已暂停参与团体活动的晟敏皆都有出席參加。這也是睽違15年時間，最初13位成員終於合體。 此外，子分队成員中的周觅跟前成员Henry也有參加。
6月10日，Super Junior特別迷你專輯主打歌《One More Time 》MV觀看次數突破一億，成為Super Junior第七支破億MV。
6月11日，發行單曲《Show Time》。
6月22、23日，於首爾展開Super Show SPIN-OFF 亞洲巡迴演唱會。

### 2025年至今
4月30日，晟敏宣布與SM娛樂專屬合約到期，不再續約。

7月8日，時隔約2年8個月，發行正規12輯《Super Junior25》回歸，為紀念團體出道20周年所推出的新專輯，故專輯名呼應出道專輯的名字。

## 風格

### 音樂
Super Junior的音樂是韓流的主流。這種音樂通常由各種樂器混合，並強調容易記憶的旋律，從第三張專輯開始，確立「SJ Funky」的曲風。成員中藝聲、厲旭、圭賢為公認的三大主唱，除了在Super Junior中擔任重要的主音，還獨立出來組成以抒情歌為團體的Super Junior-K.R.Y.。其中，藝聲的風格為冬天，圭賢的風格為秋天，厲旭的風格為春天。Super Junior中，利特、希澈、晟敏、東海、始源則擔任副唱，並與主音作結合，使歌曲呈現不同聲線的發展又兼顧和諧的合音。神童、起範、銀赫是主要的Rapper，利特、希澈、東海在某些歌曲中也常加入支援Rap。在起範離隊後，Rapper主要以銀赫、神童、利特、希澈、東海為主。大部分成員都有獨特的聲音。

### 舞蹈
Super Junior善用團員人數眾多這一特點，強調整體的隊形複雜的舞蹈編排。韓庚、神童、銀赫、東海為公認的四大領舞，在韓庚離隊退出後，利特、晟敏、圭賢在四輯之後亦成為副領舞。特別是銀赫作為第一領舞者，有獨舞的橋段，是公認的韓國最佳舞蹈藝人之一，舞蹈實力在韓國藝人圈名列前茅，有「舞王」、「跳舞機器」等封號。Super Junior也強調舞蹈整齊這點，亦稱為「刀群舞」，成員銀赫也在團綜《SJ Returns》表示SJ也是刀群舞始祖之一，其代表作品為《Black Suit》、《Lo Siento》等作品。舞蹈動作常著重於手部的變化，例如《Sorry, Sorry》的搓手舞、《Bonamana》的揮臂舞、《Mr. Simple》的甩手舞、《Sexy, Free & Single》的拍手舞、《MAMACITA》的頭痛舞及《SUPER Clap》的拍手舞。

### 綜藝
Super Junior初期開始頻繁出現在綜藝中，有著綜藝豆、瘋愛豆之稱，成員都活躍於綜藝節目中，甚至為主持人。利特、希澈、強仁、神童、銀赫、厲旭、圭賢都曾擔任多個綜藝節目的主持人。 Super Junior亦擁有多個專屬綜藝節目，包括《人體探險隊》、《Super TV》、《SJ returns》、《SJ Returns 2：E.L.F.的飯桌》、《SJ returns 3》、《SJ returns 4》《SJ returns-SJ3.0》。

### 粉絲經營
Super Junior的官方歌迷名稱是E.L.F.（韓語：엘프），意為“永遠的朋友”（英語：Ever Lasting Friends），他們也成為韓團史上唯一一隊在偶像問候語後回禮的粉絲團。2006年6月2日公開，由隊長利特命名。應援色是寶藍色。2018年11月6日，Super Junior於出道13周年的特別影片中公開官方應援棒名稱為「슈퍼봉」（英文：Super Wand；中文：超級棒）。

## 分隊
出道以來，Super Junior建立了六個分隊，成員們也有加入不同的團體。成立子團體的目的是Super Junior每位成員都各有所長，為了活動不受限制，涉足不同音樂類型，活躍於演藝圈各個领域之中。SM娛樂宣布Super Junior未來將有可能組成更多的子團體。
| 分隊名              | 出道日         | 成员                                                           | 活躍地點 |
| ------------------- | -------------- | -------------------------------------------------------------- | -------- |
| Super Junior-K.R.Y. | 2006年11月5日  | 藝聲、厲旭、圭賢                                               | 韓國     |
| Super Junior-T      | 2007年2月23日  | 利特、希澈、神童、銀赫 ；前成員：強仁、晟敏                    | 韓國     |
| Super Junior-M      | 2008年4月8日   | 銀赫、周覓、始源、東海、厲旭、圭賢 ；前成員：韓庚、Henry、晟敏 | 中國大陸 |
| Super Junior-Happy  | 2008年6月5日   | 利特、藝聲、神童、銀赫 ；前成員：強仁、晟敏                    | 韓國     |
| Super Junior-D&E    | 2011年12月16日 | 東海、銀赫                                                     | 韓國     |
| Super Junior L.S.S. | 2024年1月22日  | 利特、神童、始源                                               | 韓國     |

- SJ-M子團成员周覓和Henry仅归属于子團，并不属于母團的一员。

## 成員
- 名字粗體字為隊長。

| 藝名       | 藝名     | 藝名     | 本名     | 本名     | 本名         | 出生日期       | 子團     | 子團     | 子團     | 子團     | 子團     | 子團     |
| 中文       | 諺文     | 羅馬拼音 | 漢字     | 諺文     | 羅馬拼音     | 出生日期       | K.R.Y.   | T        | M        | Happy    | D&E      | L.S.S.   |
| 現任成員   | 現任成員 | 現任成員 | 現任成員 | 現任成員 | 現任成員     | 現任成員       | 現任成員 | 現任成員 | 現任成員 | 現任成員 | 現任成員 | 現任成員 |
| ---------- | -------- | -------- | -------- | -------- | ------------ | -------------- | -------- | -------- | -------- | -------- | -------- | -------- |
| 利特       |          |          | 朴正洙   |          | [ 118 ]      | 1983年7月1日   |          |          |          |          |          |          |
| 希澈       |          |          | 金希澈   |          | [ 118 ]      | 1983年7月10日  |          |          |          |          |          |          |
| 藝聲       |          |          | 金康熏   |          | [ 119 ]      | 1984年8月24日  |          |          |          |          |          |          |
| 神童       |          |          | 申東熙   |          | [ 118 ]      | 1985年9月28日  |          |          |          |          |          |          |
| 銀赫       |          |          | 李赫宰   |          | [ 118 ]      | 1986年4月4日   |          |          |          |          |          |          |
| 始源       |          | Siwon    | 崔始源   | 최시원   | Choi Si-won  | 1986年4月7日   |          |          |          |          |          |          |
| 東海       |          |          | 李東海   | 이동해   | Lee Dong Hae | 1986年10月15日 |          |          |          |          |          |          |
| 厲旭       |          |          | 金厲旭   |          | [ 118 ]      | 1987年6月21日  |          |          |          |          |          |          |
| 圭賢       |          |          | 曺圭賢   |          | [ 118 ]      | 1988年2月3日   |          |          |          |          |          |          |
| 已離開成員 |          |          |          |          |              |                |          |          |          |          |          |          |
| 韓庚       |          |          | 韓庚     |          |              | 1984年2月9日   |          |          |          |          |          |          |
| 強仁       |          |          | 金永雲   |          |              | 1985年1月17日  |          |          |          |          |          |          |
| 晟敏       |          |          | 李晟敏   |          |              | 1986年1月1日   |          |          |          |          |          |          |
| 起範       |          |          | 金起範   |          |              | 1987年8月21日  |          |          |          |          |          |          |

- 韓庚於2009年12月21日宣布與SM娛樂解約，離開SM公司，2010年6月22日與SM娛樂合約糾紛達成和解，宣布離隊退出。
- 起範在參加完2009年3月7日的Super Show演唱會完後宣布解除SM唱片合約，並暫停參與Super Junior團體歌唱及唱片宣傳活動，並專注戲劇發展，並且表示自己還是Super Junior的成員。到2015年8月18日演員合約期滿，正式離開SM經紀公司並退出Super Junior。
- 強仁於2016年5月因二度酒駕而暫停演藝活動。2019年7月11日，於Instagram中表示自己為團體帶來不少負面影響，對成員和粉絲感到抱歉，宣布離隊退出。所属公司Label SJ方面表示：“决定尊重強仁的退出意向，但本人與SM娛樂的專屬合約不變”。
- 晟敏於2017年7月6日起均未參與團體活動，目前團體活動成員僅9名。
- 晟敏於2025年4月30日與SM娛樂公司合約到期不續約。
- 全員皆已完成服役，成員兵役期歷經約九年。

## 音樂作品
| 正規專輯 - 2005：Super Junior05 - 2007：Don't Don - 2009：Sorry, Sorry - 2010：Bonamana / No Other - 2011：Mr. Simple / A-CHA - 2012：Sexy, Free & Single / SPY - 2014：Mamacita / This Is Love - 2017 / 2018：Play / Replay - 2019 / 2020：Time_Slip / Timeless - 2021：The Renaissance - 2022-2023：The Road - 2025：Super Junior25 特別專輯 - 2015：Devil / Magic 特別迷你專輯 - 2018：One More Time 特別單曲專輯 - 2022：The Road : Winter for Spring 單曲專輯 - 2006：U 數位單曲 - 2024：Show Time | 正規專輯 - 2013：Hero - 2021：Star 迷你專輯 - 2020：I Think U 單曲專輯 - 2011：Bonamana - 2011：Mr. Simple - 2012：Opera - 2012：Sexy, Free & Single - 2013：Blue World - 2014：Mamacita - 2016：Devil / Magic - 2017：On and On - 2018：One More Time 紀念單曲 - 2008：U／Twins 特別單曲 - 2008：Marry U |

## 影視作品
專屬電視節目
- 2005－2006：KMTV《Super Junior Show》
- 2006：Mnet《神秘追蹤》
- 2006：SBS《Super Junior Full House》
- 2006：KMTV《美少年宿舍大騷動》
- 2006：Mnet《對決！Super Junior 自製劇》
- 2007：Mnet《Supersummer》
- 2007－2008：《SBS人體探險隊》
- 2008：《了不起的外出》
- 2010－2011：MBC《Super Junior的先見之明》
- 2012：KBS《Super Junior明星生活劇場》
- 2013：MBC《Super Junior Super Show - South America Tour》
- 2013：MBC Music《Super Junior Super Show 5 南美巡演紀錄片》
- 2014：MBC《Super Junior 美好的一天》
- 2015：LINE TV《SurpLINES Super Junior篇》
- 2015：K-Star《The Friends in Switzerland》
- 2017：NAVER TV、V LIVE、JTBC《SJ returns》
- 2018：XtvN《Super TV》
- 2018：NAVER TV、V LIVE《SJ Returns 2：E.L.F.的飯桌》
- 2019：NAVER TV、V LIVE《SJ returns 3》
- 2020：NAVER TV、V LIVE《SJ returns 4》
- 2023：JTBC、Weverse《Knights of the Lamp》
- 2024：YOUTUBE 《SJ returns-SJ 3.0》
- 2025：TVING、Mnet《Woke Up to Super TV》

電影
- 2007：花美男連鎖恐怖事件
- 2011：Super Show 3 3D電影
- 2012：I AM. - SM家族青春傳記電影
- 2012：SMTown Live in Tokyo Special Edition 3D電影
- 2013：Super Show 4 3D電影
- 2015：SMTown The Stage

紀錄片
- 2023：Disney+ 《Super Junior ：The Last Man Standing》

## 書籍作品
演唱會書籍
- 2011：Super Junior Super Show 3 Concert Book
- 2012：Super Junior Super Show 4 Concert Book
- 2014：Super Junior Super Show 5 Concert Book

寫真集
- 2006：Boys In City Season 1－Malaysia
- 2008：Boys In City Season 2－Tokyo
- 2010：Boys In City Season 3－Hong Kong
- 2012：Boys In City Season 4－Paris
- 2013：Super Junior Memory in Hawaii
- 2014：All About Super Junior "Treasure Within Us"
- 2020：15th Anniversary Photobook [Remember 15]

旅行指南書
- 2013：Super Junior's Experience Korea
- 2015：Super Junior Swiss Diary

## 演唱會
| 巡迴演唱會 - 2008﹣2009：Super Junior 第一次亞洲巡迴演唱會《Super Show》 - 2009﹣2010：Super Junior 第二次亞洲巡迴演唱會《Super Show 2》 - 2010﹣2011：Super Junior 第三次亞洲巡迴演唱會《Super Show 3》 - 2011﹣2012：Super Junior 世界巡迴演唱會《Super Show 4》 - 2013﹣2014：Super Junior 世界巡迴演唱會《Super Show 5》 - 2014﹣2015：Super Junior 世界巡迴演唱會《Super Show 6》 - 2017﹣2019：Super Junior 世界巡迴演唱會《Super Show 7》 - 2019﹣2020：Super Junior 世界巡迴演唱會《Super Show 8》 - 2022﹣2023：Super Junior 世界巡迴演唱會《Super Show 9》 - 2024：Super Junior 亞洲巡迴演唱會《Super Show SPIN-OFF》 - 2025﹣2026：Super Junior 世界巡迴演唱會《Super Show 10》 迷你演唱會 - 2015﹣2016：Super Junior 10周年紀念特別活動《Super Camp》 線上演唱會 - 2020.5.31：NAVER V LIVE+《Beyond the SUPER SHOW》 歌迷見面會 - 2010：Singtel-Samsung Super Junior Showcase in Singapore - 2012：E.L.F-Japan Fan Meeting - 2013：E.L.F-Japan Fanclub Event - 2015：E.L.F-Japan Festival 2015 Sweet E.L.F Day - 2017：E.L.F-JAPAN FESTIVAL 2017～SUPER SPORTS DAY～ - 2019：E.L.F-JAPAN FESTIVAL 2019～SJ SCHOOL～ - 2023：Super Junior 18th Anniversary Special Event 《1t's 8lue》 子團體巡迴演唱會 - 2010﹣2011：Super Junior-K.R.Y. The 1st Concert - 2012﹣2013：Super Junior-K.R.Y. Special Winter Concert - 2014：Super Junior-D&E The 1st Japan Tour - 2015：Super Junior-D&E The 2nd Japan Tour - 2015：Super Junior-D&E Asia Tour - 2015：Super Junior-K.R.Y. Japan Tour - 2015：Super Junior-K.R.Y. Asia Tour - 2018：Super Junior-D&E Japan Tour ~STYLE~ - 2019：Super Junior-D&E Asia Tour《The D&E》 - 2023：Super Junior-D&E World Tour《DElight party》 SM Town巡迴演唱會 - 2008﹣2009：SMTOWN Live '08 - 2010﹣2011：SMTOWN Live '10 World Tour - 2012﹣2013：SMTOWN Live第三次世界巡迴演唱會 - 2013：SMTOWN Week 'Super Junior - Treasure Island' - 2014﹣2015：SMTOWN Live第四次世界巡迴演唱會 - 2016：SMTOWN Live World Tour V - 2017-2018：SMTOWN Live World Tour VI - 2018：SMTOWN Live 2018 - 2019：SMTOWN Special Stage in SANTIAGO - 2019：SMTOWN Live 2019 | 演唱會專輯 - 2008：第一次亞洲巡迴演唱會專輯《Super Show》 - 2009：第二次亞洲巡迴演唱會專輯《Super Show 2》 - 2011：第三次亞洲巡迴演唱會專輯《Super Show 3》 - 2013：世界巡迴演唱會專輯《Super Show 4》 - 2015：世界巡迴演唱會專輯《Super Show 5》 - 2015：世界巡迴演唱會專輯《Super Show 6》 演唱會DVD - 韓國 - 2008：第一次亞洲巡迴演唱會DVD《Super Show》 - 2010：第二次亞洲巡迴演唱會DVD《Super Show 2》 - 2012：第三次亞洲巡迴演唱會DVD《Super Show 3》 - 2013：世界巡迴演唱會DVD《Super Show 4》 - 2014：世界巡迴演唱會DVD《Super Show 5》 - 2016：世界巡迴演唱會DVD《Super Show 6》 - 2019：世界巡迴演唱會DVD《Super Show 7》 - 日本 - 2008：Super Junior 1st Premium Event in Japan - 2010：Super Junior 1st Premium Live in Japan - 2011：第三次亞洲巡迴演唱會DVD《Super Show 3》 - 2012：世界巡迴演唱會DVD《Super Show 4》 - 2013：歌迷見面會DVD《Super Junior Fanclub Event 2012 in Yokohama Akarenga》 - 2014：世界巡迴演唱會DVD《Super Show 5》 - 2015：世界巡迴演唱會DVD《Super Show 6》 - 2015：SJ-D&E第一次日本巡迴演唱會DVD《Super Junior D&E The 1st Japn Tour 2014》 - 2015：歌迷見面會DVD《E.L.F Japan Festival 2013》 - 2015：SJ-D&E日本巡迴演唱會DVD《SUPER JUNIOR-D&E JAPAN TOUR 2015 -PRESENT-》 - 2015：SJ-K.R.Y.日本巡迴演唱會DVD《SUPER JUNIOR-K.R.Y. JAPAN TOUR 2015 ～phonograph～》 - 2016：迷你演唱會《SPECIAL EVENT SUPER CAMP IN TOKYO》 - 2018：歌迷見面會DVD《E.L.F-JAPAN FESTIVAL 2017～SUPER SPORTS DAY～》 - 2019：SJ-D&E日本巡迴演唱會DVD《SUPER JUNIOR-D&E JAPAN TOUR 2018 ～STYLE～》 - 2019：世界巡迴演唱會DVD《Super Show 7》 |

## 獎項

### 主要音樂節目榜單排名
| 主打歌曲排名成績 | 主打歌曲排名成績 | 主打歌曲排名成績      | 主打歌曲排名成績    | 主打歌曲排名成績       | 主打歌曲排名成績 | 主打歌曲排名成績        | 主打歌曲排名成績     | 主打歌曲排名成績 | 主打歌曲排名成績 |
| 專輯 | 歌曲 | Mnet 《M! Countdown》 | KBS2 《Music Bank》 | MBC 《Show! 音樂中心》 | SBS 《人氣歌謠》 | MBC M 《Show Champion》 | SBS MTV 《THE SHOW》 | 備註             |                  |
| 2005年 | 2005年 | 2005年                | 2005年              | 2005年                 | 2005年           | 2005年                  | 2005年               | 2005年           |                  |
| --- | --- | --------------------- | ------------------- | ---------------------- | ---------------- | ----------------------- | -------------------- | ---------------- | ---------------- |
| Super Junior05 | Twins | /                     | /                   |                        | /                |                         |                      | 出道             |                  |
| 2006年 | |                       |                     |                        |                  |                         |                      |                  |                  |
| Super Junior05 | Miracle | /                     | /                   |                        | TAKE7            |                         |                      |                  |                  |
| U | U | (1)                   | /                   |                        | ［1］            |                         |                      | 兩台冠軍歌曲     |                  |
| 2006 Summer SMTown | Dancing Out | 1                     | /                   |                        | 1                |                         |                      | 兩台冠軍歌曲     |                  |
| 2007年 | |                       |                     |                        |                  |                         |                      |                  |                  |
| 2007 Summer SMTown – Fragile | 행복 (Happiness) | /                     | /                   |                        | TAKE7            |                         |                      |                  |                  |
| Don't Don | Don't Don | 1                     | /                   |                        | 1                |                         |                      | 兩台冠軍歌曲     |                  |
| 2009年 | |                       |                     |                        |                  |                         |                      |                  |                  |
| SORRY，SORRY | SORRY，SORRY | (1)                   | 〈1〉               |                        | ［1］            |                         |                      | 三台冠軍歌曲     |                  |
| It's You | It's You | ×                     | 1                   |                        | 1                |                         |                      | 兩台冠軍歌曲     |                  |
| 2010年 | |                       |                     |                        |                  |                         |                      |                  |                  |
| Bonamana | Bonamana | ×                     | ［1］               |                        | 「1」            |                         |                      | 兩台冠軍歌曲     |                  |
| No Other | No Other | ×                     | 1                   |                        | 1                |                         |                      | 兩台冠軍歌曲     |                  |
| 2011年 | |                       |                     |                        |                  |                         |                      |                  |                  |
| Mr. Simple | Mr. Simple | ［1］                 | 〈1〉               |                        | ［1］            |                         |                      | 三台冠軍歌曲     |                  |
| A-CHA | A-CHA | Top 10                | 2                   |                        | TAKE7            |                         |                      | 僅打歌一週       |                  |
| 2012年 | |                       |                     |                        |                  |                         |                      |                  |                  |
| Sexy, Free & Single | Sexy, Free & Single | ［1］                 | (1)                 |                        |                  | ［1］                   |                      | 三台冠軍歌曲     |                  |
| SPY | SPY | 3                     | 8                   |                        |                  | /                       |                      |                  |                  |
| 2014年 | |                       |                     |                        |                  |                         |                      |                  |                  |
| MAMACITA | MAMACITA | 1                     | (1)                 | (1)                    | (1)              | (1)                     |                      | 五台冠軍歌曲     |                  |
| THIS IS LOVE | THIS IS LOVE | /                     | 3                   | /                      | 3                | /                       |                      | 僅打歌一週       |                  |
| 2015年 | |                       |                     |                        |                  |                         |                      |                  |                  |
| Devil | Devil | 3                     | 2                   | 10                     | 9                | 11                      |                      |                  |                  |
| Magic | Magic |                       | 8                   | /                      | 6                |                         |                      | 沒有打歌宣傳     |                  |
| 2017年 | |                       |                     |                        |                  |                         |                      |                  |                  |
| PLAY | Black Suit | /                     | 4                   | 15                     | 10               | /                       |                      |                  |                  |
| 2018年 | |                       |                     |                        |                  |                         |                      |                  |                  |
| REPLAY | Lo Siento | /                     | 23                  | 14                     | /                | /                       |                      | 僅打歌一週       |                  |
| One More Time | One More Time |                       | /                   | 11                     | /                | /                       |                      | 僅打歌兩天       |                  |
| 2019年 | |                       |                     |                        |                  |                         |                      |                  |                  |
| TIME SLIP | SUPER Clap | 1                     | 1                   | 10                     | 9                | 4                       |                      | 兩台冠軍歌曲     |                  |
| 2020年 | |                       |                     |                        |                  |                         |                      |                  |                  |
| TIMELESS | 2YA2YAO! |                       | 3                   | 8                      | 2                | /                       |                      | 僅打歌一天       |                  |
| 2021年 | |                       |                     |                        |                  |                         |                      |                  |                  |
| THE RENAISSANCE | House Party | 3                     | 4                   | 5                      | 4                | 3                       |                      |                  |                  |
| 2022年 | |                       |                     |                        |                  |                         |                      |                  |                  |
| The Road : Winter for Spring | Callin' | 5                     | 4                   | 12                     | 20               | 5                       |                      | 僅打歌一週       |                  |
| The Road : Keep on Going | Mango | 12                    | /                   | 12                     | /                | /                       |                      | 沒有打歌宣傳     |                  |
| The Road : Celebration | Celebrate | 15                    | /                   | /                      | /                | /                       |                      | 沒有打歌宣傳     |                  |
| 2024年 | |                       |                     |                        |                  |                         |                      |                  |                  |
| 無專輯單曲 | Show Time | 19                    | /                   | 21                     | /                | /                       |                      | 僅打歌兩天       |                  |
| 2025年 | |                       |                     |                        |                  |                         |                      |                  |                  |
| SuperJunior25 | Express Mode | 4                     | 3                   | 4                      | ~                | 2                       |                      |                  |                  |
| \| - 「*」：打榜中 - 「(1)」：兩星期冠軍 - 「[1]」：三星期冠軍 - 「{1}」：四星期冠軍 - 「{1}」：四星期冠軍 - 「〈1〉」：五星期冠軍 \| - 「/」表示未有相關資料 / 未入榜 - 「 」：該段時期未有設立排行榜 - 取得《M! Countdown》、《人氣歌謠》、《Show Champion》三週一位後，排名自動除外 - 「×」：SM娛樂與Mnet關係破裂，拒絕旗下藝人參與表演 - 「~」節目在打歌期間停播 - 「 」：沒有上音樂節目打歌，所以不納入排行榜內 \| | |                       |                     |                        |                  |                         |                      |                  |                  |
| - 「*」：打榜中 - 「(1)」：兩星期冠軍 - 「[1]」：三星期冠軍 - 「{1}」：四星期冠軍 - 「{1}」：四星期冠軍 - 「〈1〉」：五星期冠軍 | - 「/」表示未有相關資料 / 未入榜 - 「 」：該段時期未有設立排行榜 - 取得《M! Countdown》、《人氣歌謠》、《Show Champion》三週一位後，排名自動除外 - 「×」：SM娛樂與Mnet關係破裂，拒絕旗下藝人參與表演 - 「~」節目在打歌期間停播 - 「 」：沒有上音樂節目打歌，所以不納入排行榜內 |                       |                     |                        |                  |                         |                      |                  |                  |

| 各台冠軍歌曲獎座統計                                                     | 各台冠軍歌曲獎座統計 | 各台冠軍歌曲獎座統計 | 各台冠軍歌曲獎座統計 | 各台冠軍歌曲獎座統計 | 各台冠軍歌曲獎座統計 |
| Mnet                                                                     | KBS                  | MBC                  | SBS                  | MBC M                | SBS MTV              |
| ------------------------------------------------------------------------ | -------------------- | -------------------- | -------------------- | -------------------- | -------------------- |
| 14                                                                       | 20                   | 2                    | 18                   | 5                    | 0                    |
| 一位總數：59 兩台冠軍歌曲總數：7 三台冠軍歌曲總數：3 五台冠軍歌曲總數：1 |                      |                      |                      |                      |                      |

## 其他相關條目
- Super Junior音樂作品列表
- Super Junior翻唱曲目列表
- Super Junior參演MV列表
- Super Junior影视作品列表
- Super Junior巡迴演唱會列表
- Super Junior獲獎與提名列表
- K-pop

## 外部連結
官方網站
- 韓國官方網站 
- 台灣官方網站（页面存档备份，存于） （繁體中文）
- 日本官方網站 （日語）
- 马来西亚官方网站 （英文）
- 《Super Junior Kiss The Radio》KBS官方網站 

社交網站
- Super Junior的新浪微博 （简体中文）
- Super Junior的Facebook專頁 （英文）
- Super Junior的X（前Twitter） 
- Super Junior的X（前Twitter） （日語）
- Super Junior的Instagram帳戶 
- Super Junior的TikTok 
- YouTube上的Super Junior頻道 （英文）
- Official VLIVE（页面存档备份，存于）
- Super Junior的哔哩哔哩个人空间